# Споровський заказник
52°22′33″ пн. ш. 25°14′09″ сх. д. / 52.375833333333° пн. ш. 25.235833333333° сх. д.
Споровський заказник (Біологічний заказник республіканського значення «Споровський») — заказник на території Берестейської області, Білорусь. Заснований 3 квітня 1991 року.

## Опис
Розташований на території чотирьох районів Берестейщини — Березівському, Дрогичинському, Івацевицькому та Іванівському. Площа заказника становить 19 384 гектарів, з яких 4 282 га припадає на Дрогичинський район. До заказнику приєднана частина заплави річки Ясельда загальною площею 2 800 гектарів.
Споровський заказник на своїй території містить Споровські болота — найбільші низинні болота в Європі. Заказник є Ключовою орнітологічною територією (КОТ) та Рамсарським угіддям. 30% території використовується для сінокосіння, ще 10% для випасу худоби. Решта площі не використовуються. Прилеглі землі використовуються головним чином для орного землеробства. Вище за течією річки Ясельда розташований рибгосп «Селець».
Велика частина болота знаходиться в близькому до природного стані, на значній частині болота гідрологічний режим порушений через прокладки каналів і впливу оточуючих меліоративних систем. Болото є одним з найбільших у Європі мешкань птахів, яким глобально загрожує зникнення — очеретянка прудка (1 360 — 2 120 співаючих самців).
Це дивовижний куточок природи, де знайшли свій притулок численні види тварин і рослин. Значимість заказника в тому, що Споровське болото є одним з найнатуральніших низинних боліт в Європі з багатою унікальною флорою і фауною. Заказник «Споровський» відзначається видовою різноманітністю і великою кількістю зростання лікарських рослин. На ділянках на схід від Споровського озера в достатку ростуть рідкісні види орхідей, що охороняються.